# Clematis patens 'Asao'
Cultivar
La clématite patens 'Asao'  est un cultivar de clématite obtenu en 1971 par Kasushige Ozawa au Japon. Le nom de cette clématite correspond à la ville de Asao au Japon où vit l'obtenteur de ce cultivar.

## Description

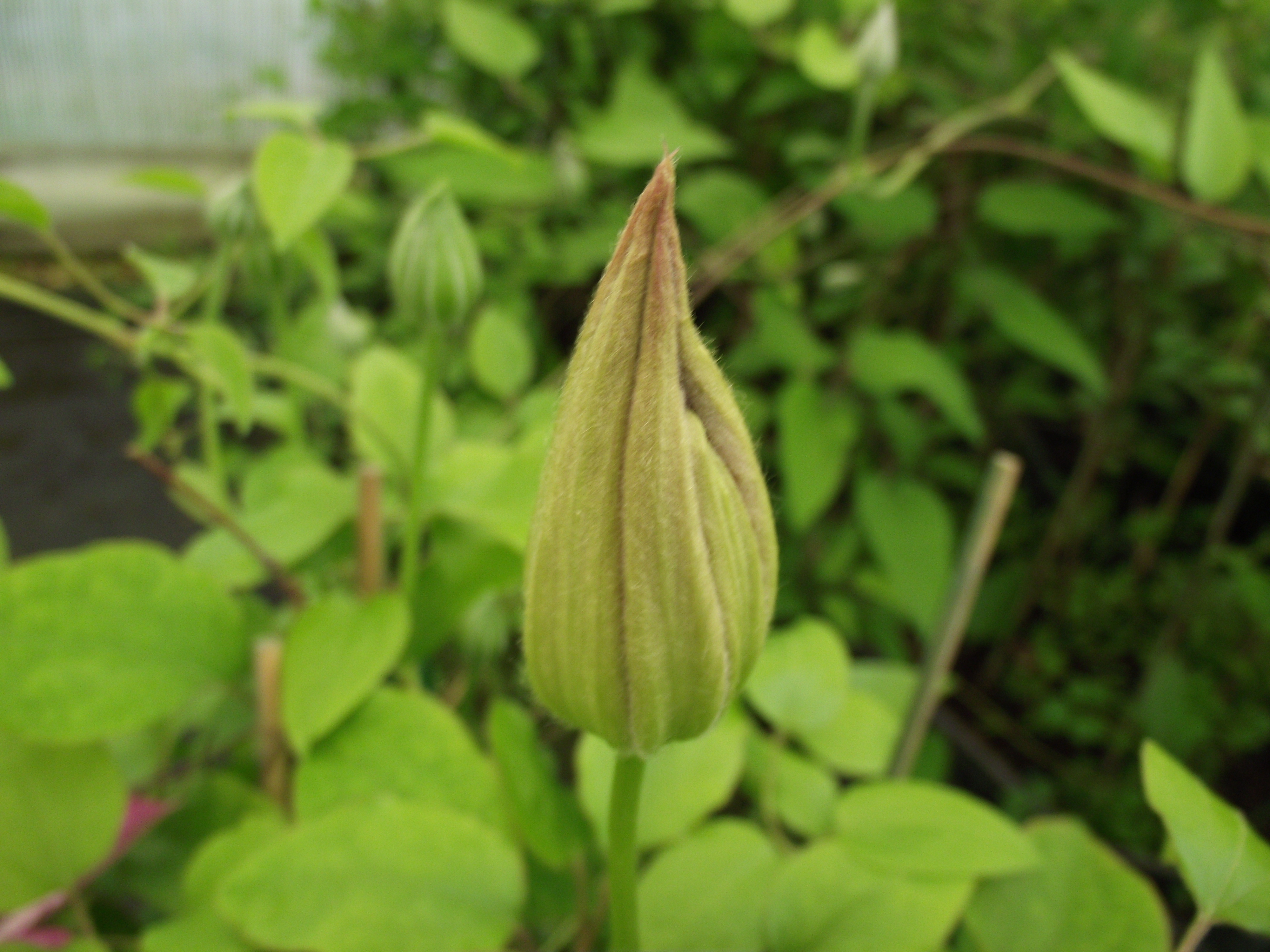
Bouton floral de clematis 'Asao'.

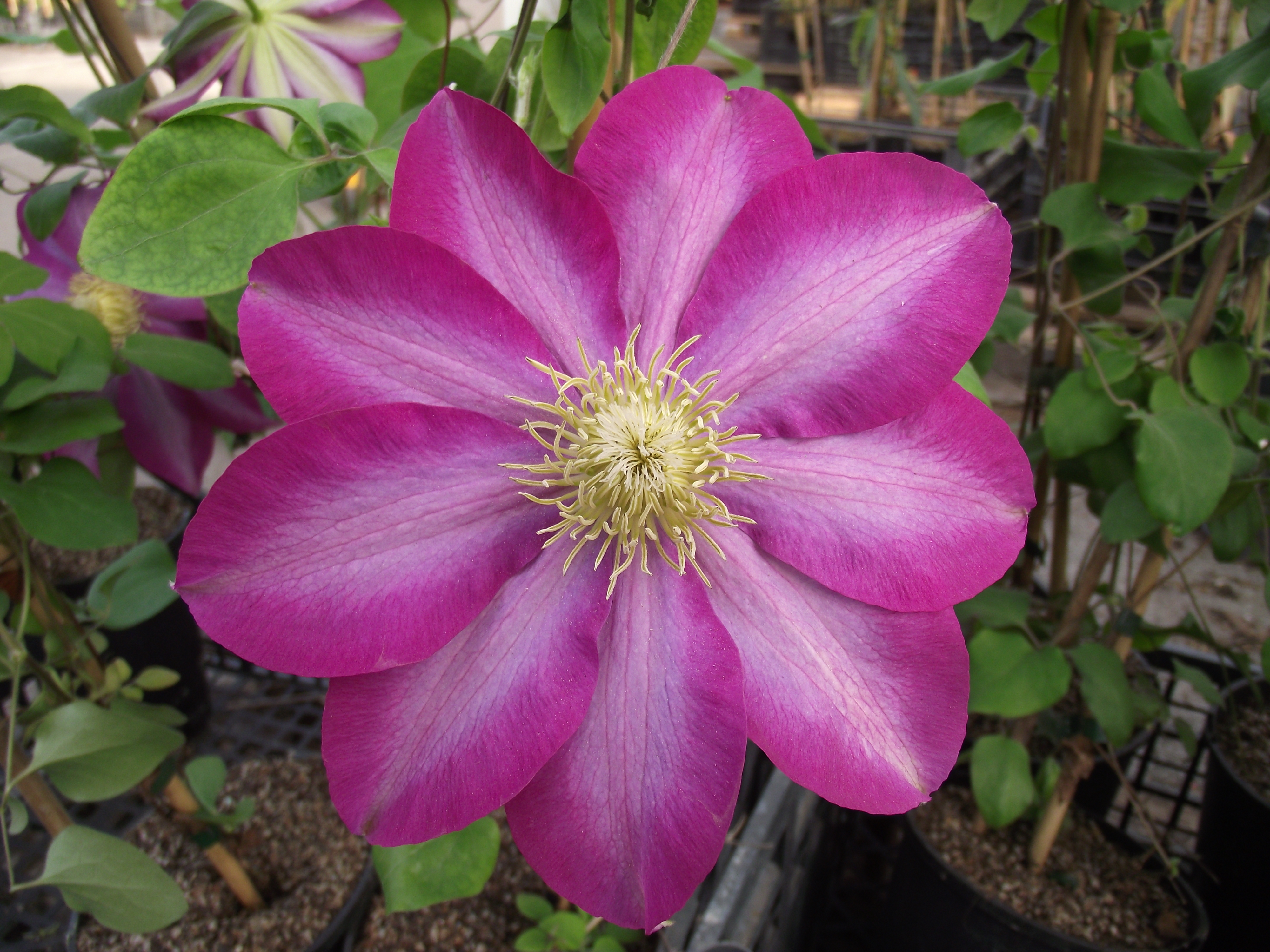
Clematis patens 'Asao'.

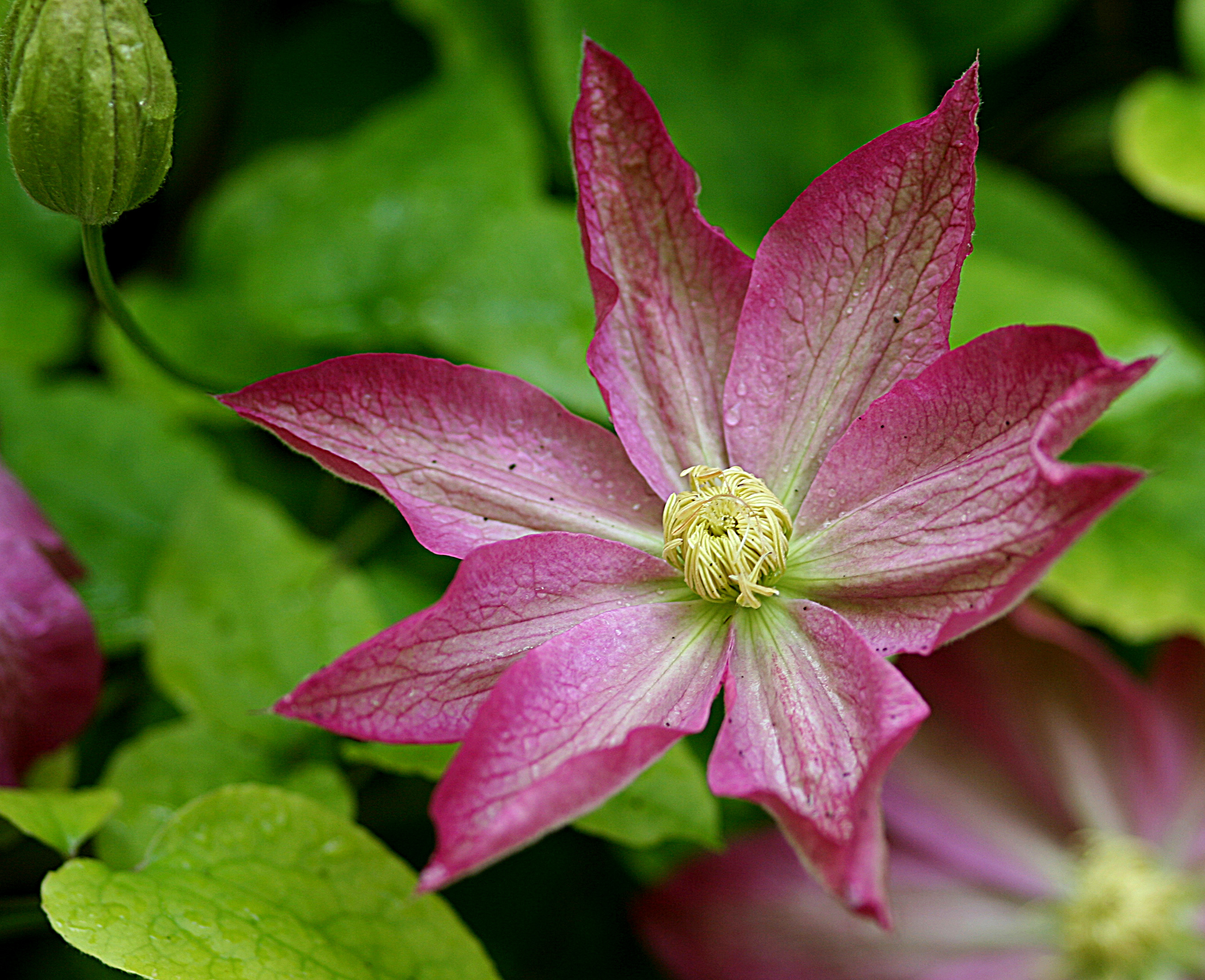
Clematis patens 'Asao'.

Cette clématite fait partie du groupe 2, ce qui implique une floraison printanière sur le bois de l'année précédente et sur la pousse de l'été à l'automne.

### Feuilles
Les feuilles caduques de cette clématite sont parfois simples, parfois alternes. Au printemps le feuillage est légèrement bronze.

### Fleurs
La clématite patens 'Asao' dispose d'une grande fleur rose pâle avec une barre blanche au cœur des sépales. La fleur a un diamètre d'environ 16 cm apparaissant parfois double sur la première floraison du printemps. Ce cultivar dispose de fleurs hermaphrodites.

#### Sépales
La fleur de cette clématite a entre 8 et 10 sépales roses couverts d'une bande transversale blanche. Les sépales sont lancéolés et étroitement elliptiques et pointus d'une taille de 6 à 8 cm.

#### Étamines et stigmates
Les étamines de cette clématite sont blanches. Les stigmates sont quant à eux jaunes.

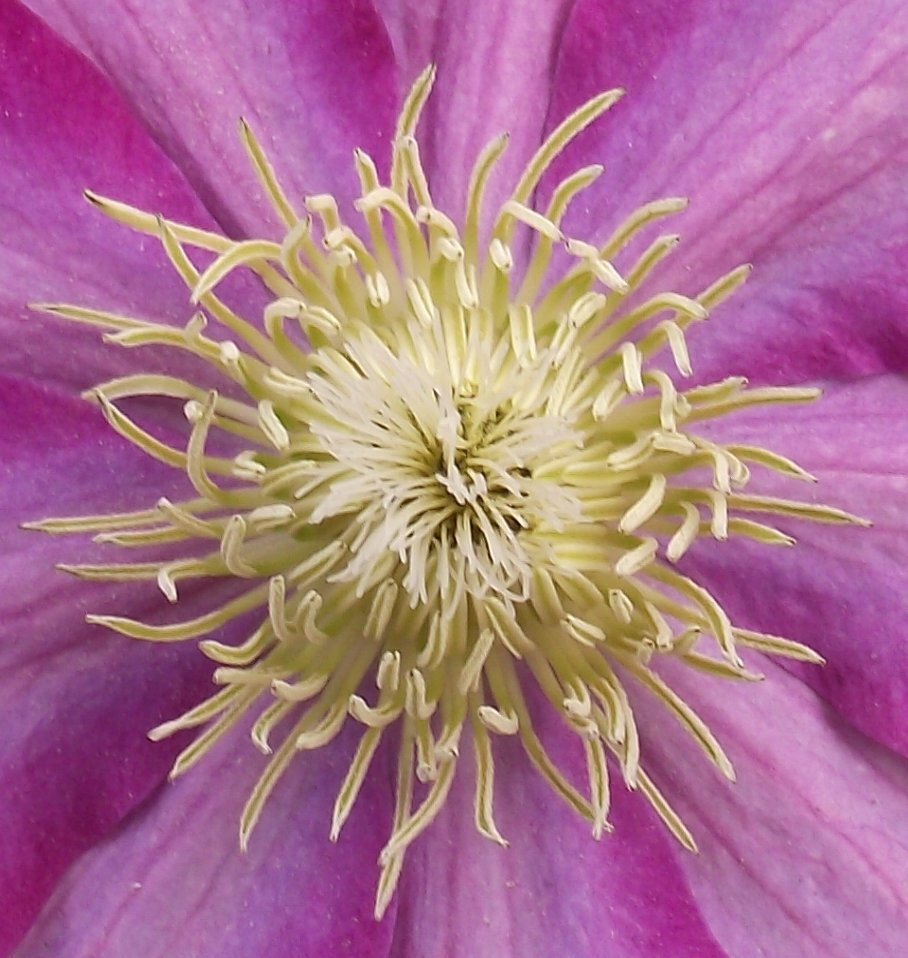
Étamines et stigmates de la clématite 'Asao'

#### Parfum
Cette clématite dégage un léger parfum sucré sur les fleurs du printemps.

## Obtention
'Asao' a été obtenue par le croisement de clématite patens 'Ernest Markham' et de clématite patens Star of India'.

## Protection
'Asao' est un cultivar libre de multiplication et de distribution.

## Culture

### Plantation
La clématite 'Asao' s'épanouit très bien en pot ou en pleine terre. Elle doit être plantée dans un mélange drainant, fertile et léger en prenant soin de protéger la base des rayons du soleil.

### Croissance
À taille adulte cette clématite s'élance entre 2 et 3 mètres en gardant un feuillage très dense.

### Floraison
'Asao' fleurit de mai à juin sur le bois de l'année précédente et de septembre à octobre sur la pousse de l'été.

### Utilisation
La clématite 'Asao' peut être utilisée en association avec des rosiers ou des arbustes à faible développement.
Cette clématite dispose également d'une tige rigide qui lui permet donc d'être utilisée en fleurs coupées.

### Taille
La clématite 'Asao' a besoin d'une taille annuelle, souvent au mois de mars mais à toute période de repos végétatif. Elle demande une taille sévère, c'est-à-dire une taille à 30 cm sur un tiers des branches.

### Résistance
Cette clématite résiste à des températures jusqu'à moins 20 degrés Celsius.

### Maladies et ravageurs
La clématite 'asao' est sensible à l'excès d'eau ce qui pourrait provoquer une pourriture du collet de la plante et ainsi la mort de la clématite. Elle peut également souffrir d'apoplexie due à un champignon appelé Ascochyta clematidina, provoquant un flétrissement brutal des feuilles. Pour combattre ce champignon la terre doit être remplacée sur 20 cm et l'excès d'eau doit être proscrit. Les limaces peuvent également s'attaquer à cette clématite et notamment aux jeunes pousses du printemps.